# Альфонсо Лара
Альфонсо Лара (ісп. Alfonso Lara, 27 квітня 1946 — 13 серпня 2013) — чилійський футболіст, що грав на позиції півзахисника.
Виступав, зокрема, за клуб «Коло-Коло», а також національну збірну Чилі.

## Клубна кар'єра
У дорослому футболі дебютував 1968 року виступами за команду «Депортес Магальянес», в якій провів два сезони, взявши участь у 64 матчах чемпіонату, після чого протягом 1970—1973 років захищав кольори клубу «Лота Швагер».
Своєю грою за останню команду привернув увагу представників тренерського штабу клубу «Коло-Коло», до складу якого приєднався 1973 року. Відіграв за команду із Сантьяго наступні чотири сезони своєї ігрової кар'єри. Більшість часу, проведеного у складі «Коло-Коло», був основним гравцем команди і виграв з ним Кубок Чилі в 1974 році та вийшов у фінал Кубка Лібертадорес 1973 року, де «Коло-Коло» піддався аргентинському «Індепендьєнте».
Завершив ігрову кар'єру у команді «Евертон» (Вінья-дель-Мар), за яку виступав протягом 1977—1979 років.

## Виступи за збірну
27 листопада 1968 року дебютував в офіційних іграх у складі національної збірної Чилі в матчі Кубка Карлоса Діттборна зі збірною Аргентини, що завершився з рахунком 0:4.
У складі збірної був учасником чемпіонату світу 1974 року у ФРН, де зіграв лише в першому матчі проти господарів, вийшовши на заміну на 84 хвилині і в подальших матчах участі не брав.
Наступного року у складі брав участь у розіграші Кубка Америки 1975 року, на якому також зіграв одну гру, проти збірної Перу 17 липня 1975 року, той матч завершився нічиєю з рахунком 1:1 і став останнім для Альфонсо у складі збірної. Загалом протягом кар'єри у національній команді, яка тривала 8 років, провів у її формі 29 матчів.
Помер 13 серпня 2013 року на 68-му році життя від раку.

## Досягнення

### Командний
Збірна Чилі
- Володар Кубка Карлоса Діттборна: 1973
- Володар Кубка Леонсіо Провосте: 1973

«Коло-Коло»
- Срібний призер чемпіонату Чилі: 1973
- Бронзовий призер чемпіонату Чилі: 1974
- Володар Кубка Чилі: 1974
- Фіналіст Кубка Лібертадорес: 1973